# Francisco Solano Concha Cienfuegos
Francisco Solano Concha Cienfuegos (Linares, 15 de junio de 1863-Santiago, 17 de diciembre de 1922) fue un político y médico chileno.
Hijo de Ambrosio Concha Bravo de Naveda y Romualda Jesús Cienfuegos Silva. Se casó con Julia Estela Benítez Orlate.
Educado en la Universidad de Chile, donde se recibió como médico-cirujano el 8 de mayo de 1893. Se dedicó a la profesión y ejerció en Linares (1905), en Villa Alegre (1914) y en Chillán (1920). 
Entre otras actividades, fue también agricultor y político, fue socio del Club de La Unión y militante del Partido Conservador, por el cual fue elegido Diputado en 1912 por San Felipe, Putaendo y Los Andes. En este período integró la Comisión de Asistencia Pública y Trabajo. 
Reelecto Diputado en 1915, esta vez representando a Linares, por el Partido Liberal. Integró la Comisión Permanente de Industria y Agricultura.